# أمراء حلب وحكامها ونوابها

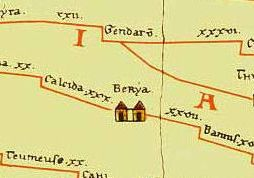
حلب (بيريا) كما تظهر على إحدى الخرائط القديمة

تحتوي هذه الصفحة على أمراء مدينة حلب وحكامها ونوابها عبر تاريخها الممتد لأربعة آلاف سنة.

## الإمبراطورية الأكدية
- ريموش بن سارغون الأكادي من ملوك الإمبراطورية الأكدية

## السلوقيون
- سيطر الإسكندر الأكبر على المدينة القديمة بعد أن طرد الفرس الأخمينيين منها عام 333 قبل الميلاد، واستمر السلوقيون في حكمها من بعده.
- سلوقس اليوناني ولقد جدد بناءها عام 312 ق.م، وإليه ينسب بناء القلعة أيضا.

## الرومان والبيزنطيون
حكمت بسلطة روما في 64 قبل الميلاد.

## العرب المسلمون

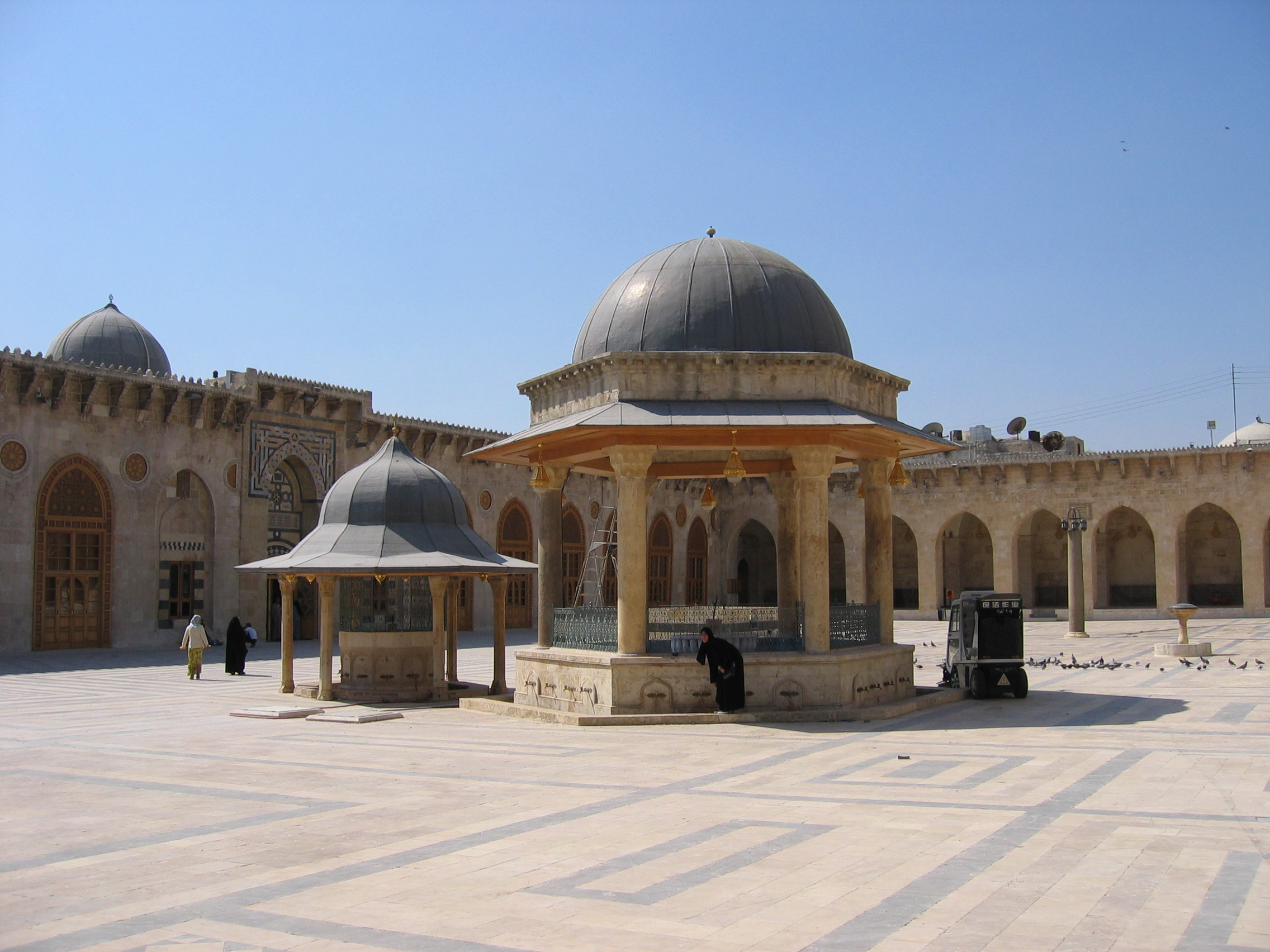
المسجد الأموي الكبير

سيطر عليها المسلمون بعد أن فتحها خالد بن الوليد في عام 637 م.

## الدولة الحمدانية (945-1002/4)
- سيف الدولة علي بن عبد الله 945–967.
- سعد الدولة أبو المعالي شريف بن علي 967–991.
- سعيد الدولة أبو الفضائل بن أبي المعالي 991–1002.

## أتابكة حلب في العهد السلجوقي
- أبو محمد لؤلؤ الكبير 1114-1117
- شمس الخواص يارقتاش 1117
- عماد الدين زنكي 1128-1146
- نور الدين زنكي 1146-1174

## عصر المماليك
- عز الدين جرديك.
- عماد الدين القزويني 1260–1260
- السعيد علي الموصلي 1260–1260
- Hussam Ud Din Lagin 1260–1261
- سيف الدين طاز المتوفي عام 736 هـ (1361 م).

### تحت حكمالدولة الفاطمية
- لؤلؤ الكبير 1002/4–1009 م.
- مرتضى الدولة منصور 1009–1016 م.
- مبارك الدولة فاتح 1016-1017 م.
- فاتك عزيز الدولة (تشرين الأول 1016 – 6 تموز 1022)
- أبو النجم بدر (تموز 1022 – تشرين الأول 1022)
- صفي الدولة (10 تشرين الأول 1022 – 10 نيسان 1023)
- سند الدولة حسن (10 نيسان 1023 - 2 تموز 1024)
- سديد الملك (27 تموز 1024 – 30 حزيران 1025)

### المرداسيون (900-1094)
- أسد الدولة صالح بن مرادس 1023-1029
- شبل الدولة نصر 1029–1038
- أنوشتكين الدزبري 1038–1043
- معز الدولة ثمال بن صالح بن مرداس 1043–1057
- الحسن بن ملحم 1057–1060
- رشيد الدولة محمود بن نصر 1060–1076
- جلال الدولة نصر بن محمود 1076–1076
- أبو الفضل سابق بن محمود 1076–1079

### العقيليون (1079-1086)
- شرف الدولة مسلم بن قرواش 1079–1085
- إبراهيم بن قرواش 1085–1085
- الشريف ابن الحبيبي 1085–

1086
- الأمير بدران بن إبراهيم بن قرواش العقيلي
- الأمير مسلم (الثاني) بن إبراهيم العقيلي

## سلطنة حلب (1086-1260)
- السلالة السلجوقية في حلب ودمشق:
  - قسيم الدولة آق سنقر الحاجب 1086–1094
  - تاج الدولة تتش بن ألب أرسلان 1094–1095
- السلالة السلجوقية في حلب:
  - رضوان بن تتش 1095–1113
  - ألب أرسلان الأخرس ابن رضوان 1113-1114
  - سلطان شاه ابن رضوان 1114-1117
    - أبوالفضل بن الخشاب
- الأرتقيون في حلب:
  - نجم الدين غازي بن أرتق 1117
  - تيمور شاه ابن الغازي 1117-1118
  - سليمان الأول ابن الغازي 1118–1121
  - سليمان الثاني (غاصب) 1123–1124
  - تيمور شاه ابن الغازي (حكم حلب للمرة الثانية) 1124-1125
  - آق سنقر البرسقي (سلطان الموصل) 1125-1127
  - Masul ibn-Ak Sunkur 1127–1128 (Sultan of Mosul)

## الزنكيونفي حلب
- عماد الدين زنكي بن قسيم الدولة آق سنقر البرسقي 1128–1146
- نور الدين محمود زنكي 1146–1173 (منذ 1154 حتى 1173 اتحدت مع دمشق)
- الصالح إسماعيل بن نور الدين 1173–1181
- عز الدين مسعود الأول (ابن سلطان الموصل) 1181–1182
- عماد الدين زنكي الثاني بن قطب الدين مودود (أخ عز الدين مسعود الأول) 1182–1183
- غزاها صلاح الدين الأيوبي في 1183 ، وضمها إلى دمشق ومصر وظلت تحت سلطانه في الفترة 1183-1186

## الأيوبيونفي حلب
- الملك العادل الأول أبو بكر بن أيوب (شقيق صلاح الدين الأيوبي وكان واليه على حلب) 1183-1186
- الملك الظاهر غازي (ابن صلاح الدين الأيوبي) 1186–1216
- الملك العزيز 1216–1236
- الملك الناصر يوسف 1236–1260
- الغزو المغولي في 1260 ، ومن ثم سيطر عليها سلطان مصر المملوكي سيف الدين قطز

## العصر العثماني
أقيم الحكم العثماني على مدينة حلب في بداية القرن السادس عشر الميلادي.
- رائف باشا

## الانتداب الفرنسي /الاتحاد السوري
- كامل باشا القدسي حاكم دولة حلب (1920- 1922)
- مصطفى بك برمدا حاكم دولة حلب (1923-1924)
- مرعي باشا الملاح حاكم دولة حلب (1924-1925)
- صبحي بركات رئيس الدولة السورية (1925)
- إبراهيم هنانو ممثل مدينة حلب في المؤتمر السوري العام

## الجمهورية السورية الأولى
- ناظم القدسي رئيس الجمهورية السورية الرابع عشر
- حسني الزعيم رئيس الجمهورية السورية السابع
- سعد الله الجابري رئيس لمجلس الوزراء السوري
- رشدي الكيخيا رئيس حزب الشعب ورئيس مجلس النواب السوري
- معروف الدواليبي رئيس لمجلس الوزراء السوري
- رشاد برمدا نائب لرئيس مجلس الوزراء السوري
- أحمد قنبر وزير داخلية
- نعيم أنطاكي وزير المالية
- عبد الرحمن الكيالي وزير العدل
- وهبي الحريري وزير المالية

## الجمهورية العربية السورية
- أمين الحافظ رئيس الجمهورية العربية السورية السادس عشر